# Otto M. Schwarz
Otto Martin Schwarz (* 15. Oktober 1967 in Neunkirchen, Niederösterreich) ist ein österreichischer Komponist und Dirigent im Bereich der Filmmusik und sinfonischen Blasmusik.

## Leben
Otto Martin Schwarz verbrachte seine Kindheit in Wimpassing und erhielt hier seine erste musikalische Ausbildung. Im Jahr 1978 war er Student in der Vorbereitungsklasse von Franz Weiss. Von 1986 bis 1990 studierte er an der Universität für Musik und darstellende Kunst Wien Musikpädagogik. Zu seinen Lehrern zählten Josef Pomberger (Trompete) und Heinz Kratochwil (Tonsatz). In den Jahren 1986 bis 1987 war er Mitglied der Militärmusik Burgenland. Ab dem Jahr 1988 unterrichtete Otto Schwarz an der Musikschule Wimpassing und leitet seit 1990 die örtliche Jugendkapelle.
Zu den früheren Kompositionen von Otto Martin Schwarz zählt der Premiere-Marsch für Blasorchester von 1992. Zahlreiche weitere Veröffentlichungen für Blasorchester folgten, darunter Bearbeitungen populärer Werke und Originalkompositionen für sinfonisches Blasorchester. Seit 2001 komponiert er Musik für Fernsehserien und -filme.

## Werke (Auswahl)

### Für Blasorchester
- 2017: The Wall
- 2014: The Heart and the Crown
- 2013: Ready Steady Brass!
- 2012: The Story of Anne Frank
- 2011: The White Tower
- 2010: The bridge on the border
- 2011: Solo Bossa für Flügelhorn und Blasorchester
- 2011: All the best
- 2010: Glory Fanfare
- 2010: The Verdict
- 2010: Terra Vulcania
- 2010: Unity Fanfare
- 2009: Konzert No. 1 für Trompete Trumpet Town
- 2009: Kyrill
- 2009: Last Call
- 2009: Saxpack für Altsaxophon und Blasorchester
- 2009: Mantua
- 2008: The Golden Secret
- 2008: The Firefighters
- 2008: Bonaparte
- 2008: Around the world in 80 Days
- 2008: Funky Winds
- 2008: Absolute Crossover
- 2007: Cape Horn für Horn und Blasorchester
- 2006: Dragon Fight
- 2006: Welcome Overture
- 2006: Mont Blanc
- 2005: Starflash
- 2005: The Count of Monte Cristo
- 2005: Vienna Festival Music
- 2003: Man in the Ice
- 2003: Groovin around
- 2002: Nostradamus
- 2002: Funk attack
- 2001: Generations Fanfare
- 2000: Jazz Waltz #1
- 1999: Asteroid
- 1992: Premiere, Marsch

### Für Brass-Band
- 2013: Ready Steady Brass!
- 2010: Glory Fanfare
- 2009: Last Call
- 2006: Funky Brass

### Filmmusik
- 2001: Herzensfeinde (Fernsehfilm)[5]
- 2001: Eine Insel zum Träumen – Koh Samui (Fernsehfilm)
- 2002: Die achte Todsünde: Toskana-Karussell
- 2002: Die Wasserfälle von Slunj (Fernsehfilm)
- 2004: Die Jungen von der Paulstraße
- 2005–2007: Agathe kann’s nicht lassen (Fernsehserie, fünf Folgen)
- 2007–2010: Die Alpenklinik (TV-Serie, vier Folgen)
- 2008: Zwei Herzen und ein Edelweiß (Fernsehfilm)
- 2013: Die Landärztin – Entscheidung des Herzens (Fernsehfilm)
- 2010–2013: Lilly Schönauer (Fernsehfilmreihe, sechs Folgen)
- 2014: Die Freischwimmerin (Fernsehfilm)

## Diskographie
- 2016: Otto M. Schwarz – Brasserie (Bratislava Symphony Orchestra; David Hernando Rico, Dirigent)[6]
- 2015: Otto M. Schwarz – Symphonic Dimensions II: Mixed in Hollywood (Bratislava Symphony Orchestra; David Hernando Rico, Dirigent)[7]